# Arctornis clavigera
Arctornis clavigera är en fjärilsart som beskrevs av Lambertus Johannes Toxopeus 1948. Arctornis clavigera ingår i släktet Arctornis och familjen tofsspinnare. Inga underarter finns listade i Catalogue of Life.